# Younger
Younger je priimek več oseb:
- John Edward Talbot Younger, britanski general
- Ralph Younger, britanski general